# Diego Rariz
Diego Rariz, vollständiger Name Diego Martín Rariz, (* 13. November 1978 in Montevideo) ist ein ehemaliger uruguayischer Fußballspieler.

## Karriere

### Vereine
Der 1,80 Meter große Mittelfeldakteur Rariz gehörte zu Beginn seiner Karriere von 1997 bis Ende 2000 der Mannschaft des Danubio FC an. 2001 spielte er sodann auf Leihbasis für den Tacuarembó FC, in dessen Reihen er 21 Spiele bestritt und ein Tor schoss. Für die Spielzeiten 2002 bis einschließlich 2004 kehrte er zu Danubio zurück. In der Saison 2004 lief er in 14 Partien der Primera División auf, erzielte zwei Treffer und gewann mit dem Team die uruguayische Meisterschaft. Anfang Januar 2005 wechselte er zu Centro Atlético Fénix. Bis zum Ende der Saison 2005/06 absolvierte er 25 Erstligaspiele für die Montevideaner und traf einmal ins gegnerische Tor. In der Spielzeit 2006/07 stand er im Kader des Club Atlético Basáñez. Dort wirkte er in 15 Spielen mit und wurde einmal als Torschütze notiert.

### Erfolge
- Uruguayischer Meister: 2004